# Pavel Pavel

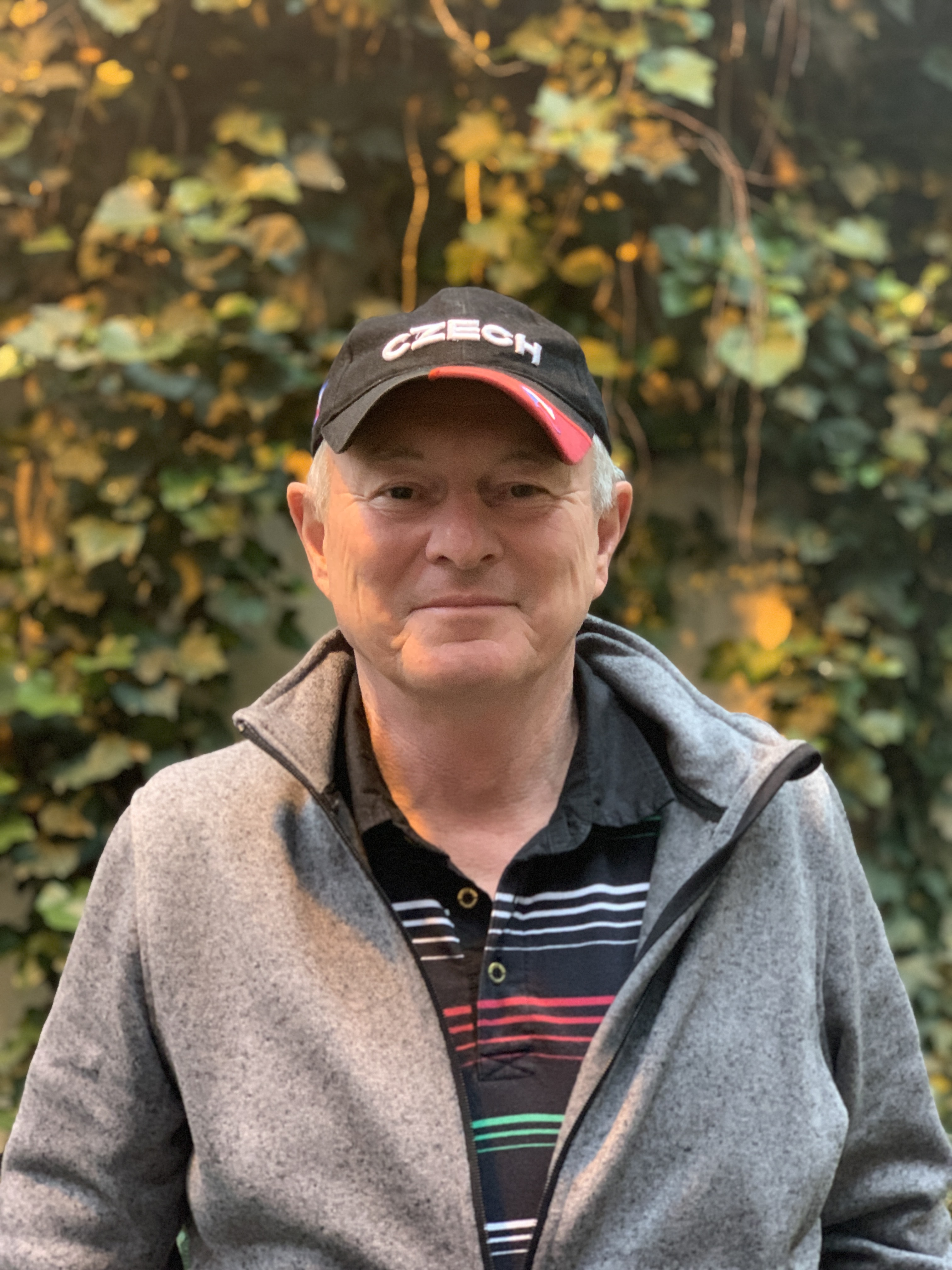
Pavel Pavel (2020)

Pavel Pavel (n. Strakonice, 11 de marzo de 1957) es un ingeniero e investigador checo que se hizo famoso por resolver uno de los más famosos misterios arqueológicos del mundo: la manera de transportar, con medios rudimentarios, los enormes moáis de la Isla de Pascua.
Ya en su infancia le atraían lugares lejanos del mundo. Lo que más anhelaba era visitar la polinesia Isla de Pascua —en polinesio llamada Rapa Nui— con sus tres volcanes principales. Justamente de uno de ellos —Rano Raraku— se extrae la toba con la que fueron labradas las gigantescas esculturas llenas de misterios llamadas moáis.
La altura de las esculturas es de 9 m, y hasta aún más. Hay una escultura inacabada con más de 20 m de altura, cuyo peso se estima que sea de unas 130 toneladas. El número probable de esculturas actualmente es de 847. El hecho que más le interesó fue la manera cómo los antiguos canteros habían maniobrado y erigido las esculturas.

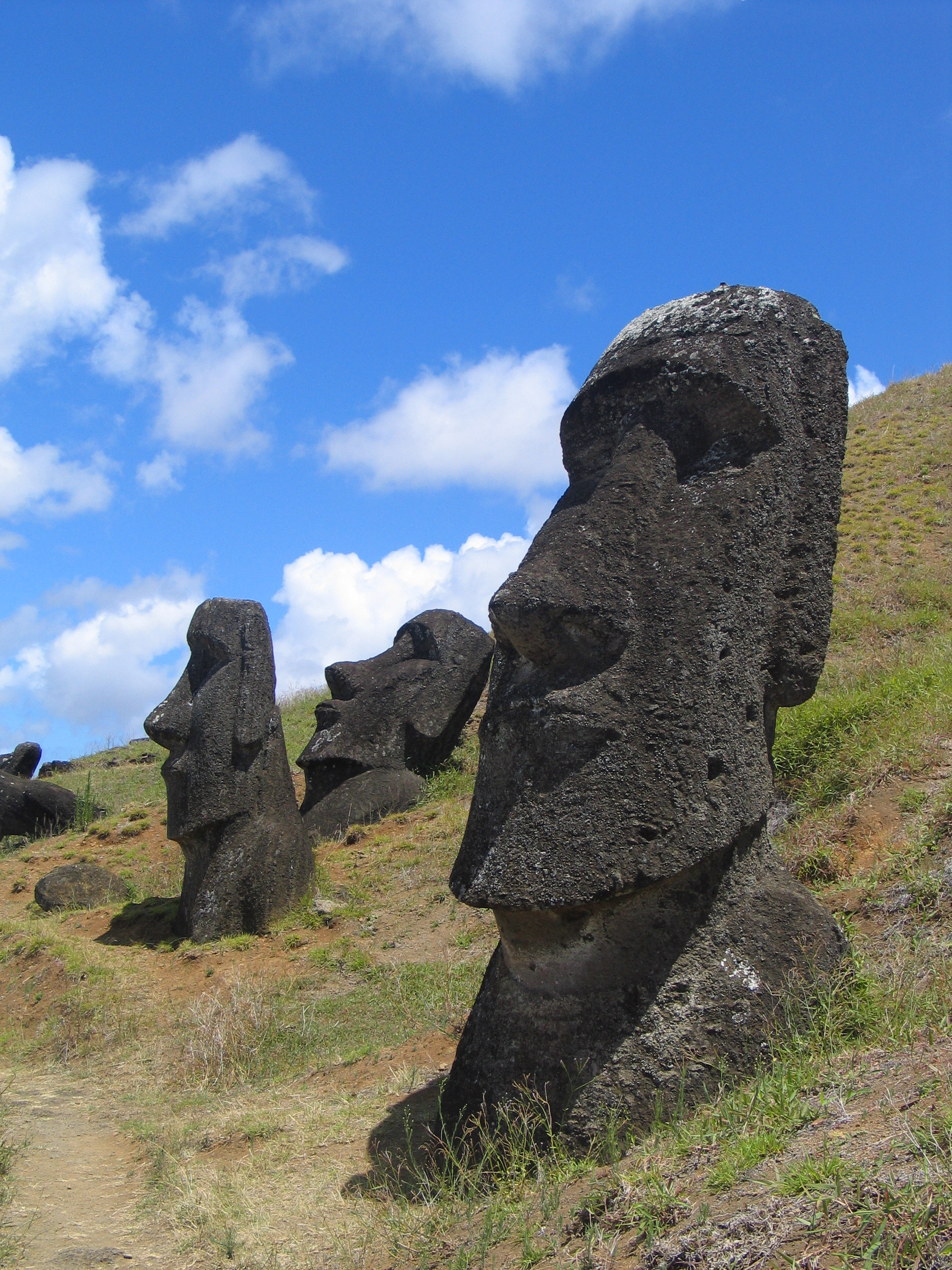

Pavel Pavel con 17 amigos de Strakonice elaboraron una estatua de hormigón de 12 toneladas para ensayar con ella, y en el otoño del año 1982 empezaron a moverla con éxito. En el año 1985 el ingeniero Pavel escribió al etnólogo y viajante Thor Heyerdahl acerca del experimento llevado a cabo con éxito en Strakonice. Heyerdahl aceptó al joven ingeniero en su propia expedición a la isla de Pascua. En el año 1986 probó con éxito algunos experimentos con los moáis. El joven ingeniero resolvió el problema del enigmático medio de transporte de estas gigantescas estatuas mediante sólo 17 personas y algunas maromas, allí donde Heyerdahl postulaba la necesidad de cientos de hombres. Desde entonces Pavel Pavel ha realizado tres viajes más a la isla de Pascua. Durante la visita en el año 2003 colocó cuatro placas conmemorativas en un museo local. Se trata de cuatro placas de bronce en los idiomas español, inglés, rapa nui y checo. Allí se puede uno informar sobre el desplazamiento de las esculturas efectuado por el ingeniero Pavel Pavel.

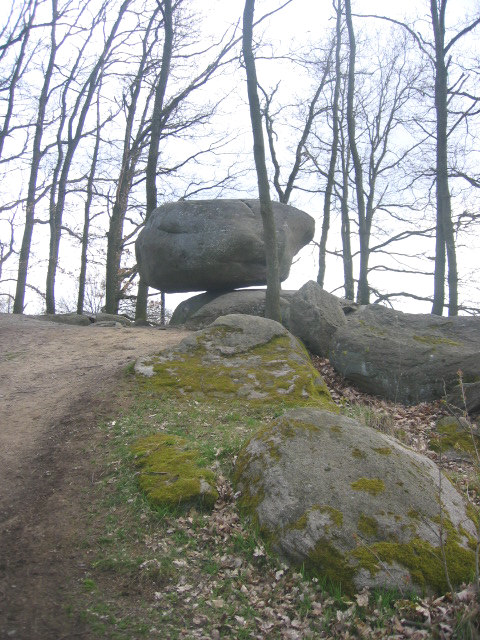

Desde hace mucho tiempo trabaja como empresario especialista de desplazamiento de objetos. En el año 1983 con unos colaboradores colocaron una piedra oscilante (en checo viklan) junto al pueblo Kadov al lado de Blatná. Además ha desplazado cuatro heniles históricos en Mokrá Louka al lado de Třeboň después de la inundación en el año 2002.
Viajó por Sudamérica, visitando Chile, Perú, Bolivia y México. Es conocida su investigación sobre el transporte de piedras desde su cantera al lugar sagrado Tiwanaku, por parte de los indios que moraban en los alrededores del lago Titikaka. El proyecto quedó inacabado por falta de financiación. Donó los resultados completos de su investigación al museo Tiwanaku.

### En francés
- Sánchez, Simone: Sous le regard des grands moai. Tahití. 1997. ISBN 2-910256-08-1.

### En inglés
- Amazing mysteries: giants on Easter Island.. National Geographic World. J. 162, febrero (1989,) pp. 4-7.
- Bernhardson, Wayne: Chile & Easter Island : a travel survival kit. Hawthorn: Lonely Planet, 1993. ISBN 0-86442-181-8, 2.ª ed. de 1997. ISBN 0-86442-517-1.
- Mahon, I.: Simulation of a system collapse: the case of Easter Island. Hannover, NH, USA: High Performance Syst. Inc., 1997. ISBN 975 518 099 0.
- Van Tilburg, JoAnne: Engineers of Easter Island: archaeologists field test a theory of how Easter Island's moai were moved. Archaeology. J. 52, n.º 6 (1999), pp. 40-45.
- Van Tilburg, JoAnne: Moving the Moai. Archaeology. J. 48, num. Ene./Feb. (1995), pp. 34-43. ISSN 0003-8113.

### En checo
- Albanese, Maria Ausilia kaj kol: Krása zaniklých civilizací. Praga: Rebo Productions, 1998. ISBN 80-85815-99-0.
- Kruml, Milan: Fascinující záhady. Praga : X-Egem, 1998. ISBN 80-7199-026-4.
- Malina, Jaroslav: Jak vznikly největší monumenty dávnověku. Praga: Svoboda, 1994. ISBN 80-205-0211-4.
- Pavel, Pavel: Rapa Nui: jak chodily sochy moai na Velikonočním ostrově.
  - 1ª edición: České Budějovice : Jihočeské nakladatelství, 1988. 171 p.,[64] p. fot.
  - 2ª edición ampliada: Praga : Olympia, 2000. 205 p., fot. ISBN 80-7033-208-5.
  - 3ª edición ampliada: Praga: Olympia, 2006. 220 p., fot. ISBN 80-7033-486-X.
- Stingl: Miloslav: Vládcové jižních moří : Záhady a zázraky Polynésie. Praga: Naše vojsko, 1996. ISBN 80-206-0528-2.

### En Español
Rapa Nui, El Hombre que hizo caminar los Moai, primera edición español, Rapa Nui, 2015, ISBN 978-956-9337-06-2.
- Datos: Q920340
- Multimedia: Pavel Pavel / Q920340